# Elias Amberni
Elias Amberni, född 1637 i Vadstena församling, Östergötlands län, död 21 februari 1692 i Hägerstads församling, Östergötlands län, var en svensk präst. 

## Biografi
Elias Amberni föddes 1637 i Vadstena stad. Han blev 1665 kollega vid Linköpings trivialskola och prästvigdes 10 april 1666. Elias Amberni blev 12 mars 1669 hospitalspastor i Linköpings församling och 1689 kyrkoherde i Hägerstads församling. Han avled 1692 i Hägerstads socken.

### Familj
Elias Amberni gifte sig första gången med Maria Månsdotter (död 1668), dotter till Magnus Leuchander i Vadstena hospitalsförsamling och Ingefred Håkansdotter. De fick tillsammans dottern Elisabet Eliasdotter (född 1667).
Elias Amberni gifte sig andra gången 24 oktober 1669 med Kirstin Wangelius, dotter till kyrkoherden Magnus Wangelius i Herrestads församling och Elisabeth Månsdotter. De fick tillsammans barnen Maria Eliasdotter (död 1675), Anna Eliasdotter (född 1672) som var gift med komministern i Hägerstads församling, kronofogden Samuel Eliasson (1675–1759) i Vårdsbergs socken, Andreas Eliasson (född 1677), Maria Eliasdotter (född 1679), Magnus Eliasson (1680–1685), Elisabet Eliasdotter (född 1681) och Johannes Eliasson (född 1683). Efter Elias Ambernis död gifte Kirsin Wangelius om sig med kyrkoherden Arvidus Grenander i Hägerstads församling.